# Javakiebitz
Der Javakiebitz (Vanellus macropterus), auch als Schwarzbauch-Kiebitz bezeichnet, ist ein möglicherweise heute ausgestorbener Watvogel, der auf der indonesischen Insel Java endemisch war. Angebliche Nachweise von Sumatra und Timor sind nicht bestätigt. 

## Beschreibung
Er erreichte eine Länge von 28 Zentimeter. Kopf, Kehle und Nacken waren schwarz. Ein langer gelber Kehllappen verlief von der Stirn über die Schnabelbasis bis zur Kehle. Die Unterkehle und Brust war grau. Der Rücken und die Flügel waren hellbraun, aber die Schwungfedern wiesen eine schwarze Färbung auf. Die Oberschwanzdecken und die obere Hälfte des Schwanzes waren weiß. Der Rest des Schwanzes war schwarz mit einer engen weißen Endbinde. Der Bauch und die Schenkel waren schwarz. Bürzel, Unterschwanzdecken, Unterflügeldecken und Achseln waren weiß. Die Augen waren schwarzbraun. Der Schnabel war schwarz, aber an der Basis fleischfarben. Die Beine waren orange und der Lauf war gelb.

## Verbreitung und Lebensraum
Das Verbreitungsgebiet des Javakiebitzes ist bis heute nicht richtig erforscht. Gesicherte Nachweise gibt es nur von Java. Die Herkunft von einem Exemplar und zwei Eiern ist unklar, sie könnten aber von Sumatra stammen. Des Weiteren sollen drei weitere Exemplare auf Timor gesichtet worden sein, was allerdings unbestätigt ist. Sein Lebensraum sind steppenähnliche Marschen in den Flussdeltas im nördlichen und östlichen Java.

## Lebensweise
Über seine Lebensweise ist fast nichts bekannt. Während der Regenzeit hielt er sich in den am wenigsten überschwemmten Gebieten auf. Er war ebenfalls auf Feuchtwiesen (einschließlich auf den Weideflächen der Wasserbüffel), angrenzenden Sumpfgebieten mit starkem Seggenbewuchs und niedriger Wasserpflanzenvegetation sowie im offenen Gelände in der Nähe von Teichen anzutreffen. Er war vermutlich standorttreu und trat isoliert in Paaren in ziemlich weiträumigen Bereichen auf.

## Aussterben
Über die Gründe seines Aussterbens ist ebenfalls fast nichts bekannt. Er wurde zuletzt im Juni 1940 gesichtet und verschwand dann plötzlich. In älterer Literatur war oft von gnadenloser Bejagung die Rede. Vermutlich war die Hauptursache aber eher die Umwandlung seines Lebensraumes in Ackerland. Zudem ist man sich auch nicht sicher, ob der Javakiebitz wirklich ausgestorben ist. Seit 1978 steht er unter Naturschutz. Aufgrund der Tatsache, dass weite Sumpfbereiche Javas und der Sunda-Inseln noch nicht richtig erforscht sind und einer unbestätigten Sichtung aus dem Jahre 2004, wird er von der IUCN als critically endangered eingestuft.
Die Klassifizierung in diese Rote-Liste-Kategorie durch den IUCN erfolgte 2019 auf Vorschlag des Vorjahres hin zur Vermeidung des Romeo-Irrtums.